# كوم أبو حجر
قرية كوم أبو حجر هي إحدى القرى التابعة لمركز صدفا في محافظة أسيوط في جمهورية مصر العربية. حسب إحصاءات سنة 2006، بلغ إجمالي السكان في كوم أبو حجر 3959 نسمة، منهم 2133 رجل و1826 امرأة.